# Estibarna
Sociedad de Estiba y Desestiba del Puerto de Barcelona, S.A.
Estibarna, nace a raíz de la promulgación de una nueva legislación portuaria del año 1986. El modelo de Sociedades de Estiba sustituye a la antigua Organización de Trabajos Portuarios (OTP), dependiente del Ministerio de Trabajo. Las Sociedades de Estiba proporcionan trabajadores especializados a las Empresas Estibadoras.

## Funciones Sociedad de Estiba
El Real Decreto Ley 2/1986 establece y así se recoge en los estatutos y se desarrolla en el III Acuerdo Marco, que las funciones a desarrollar por la Sociedad de Estiba son:
- Organización del personal: Contempla la gestión y distribución por especialidades del personal a las diferentes empresas en función de la solicitud de cada una de ellas.
- Administración: Presupuestariamente recauda los fondos necesarios para hacer frente a las obligaciones empresariales tendiendo al resultado cero.
- Formación.
- Disciplina.